# Время в Ирландии
| светло-синий   | западноевропейское время / среднее время по Гринвичу (UTC+0)                                                                        |
| синий          | западноевропейское время / среднее время по Гринвичу (UTC+0) западноевропейское летнее время / ирландское стандартное время (UTC+1) |
| красный        | центральноевропейское время (UTC+1) центральноевропейское летнее время (UTC+2)                                                      |
| жёлтый         | восточноевропейское время / калининградское время (UTC+2)                                                                           |
| хаки           | восточноевропейское время (UTC+2) восточноевропейское летнее время (UTC+3)                                                          |
| светло-зелёный | московское время / турецкое время (UTC+3)                                                                                           |
| светло-голубой | азербайджанское время / армянское время / грузинское время / самарское время (UTC+4)                                                |

Ирландия использует западноевропейское время (WET, UTC+0) в зимний период и западноевропейское летнее время (WEST, UTC+1) в летний период.

## История
До 1916 года в Ирландии применялось дублинское среднее время (UTC−0:25:21). После Пасхального восстания, 21 мая 1916 года часы были переведены на летний период на 1 час вперёд, а с 1 октября 1916 года Дублин перешёл на гринвичское время, так как с развитием телеграфной связи разница с применяемым временем в Великобритании была признана неудобной.
В дальнейшем обстоятельства сложились так, что летнее время в Ирландии стало называться стандартным временем (англ. Irish Standard Time) в отличие от большинства стран, применяющих сезонный перевод часов, где стандартным временем обычно называется «зимнее» время.
С осени 1968 до осени 1971 года летнее время в Ирландии (UTC+1) действовало круглый год.

## Предлагаемые изменения
В 2012—2014 годах в Ирландии рассматривался законопроект о введении на три года пробной версии опережающего времени — UTC+1 зимой и UTC+2 летом.
В январе 2018 года Финляндия предложила странам Евросоюза (ЕС) отказаться от перехода на летнее время. В принятой Европарламентом в феврале 2018 года резолюции указывалось, что научные исследования не смогли доказать каких-либо положительных результатов такой практики, но указали на существование негативных последствий для здоровья человека, сельского хозяйства и безопасности дорожного движения. В сентябре 2018 года Еврокомиссия предложила странам ЕС навсегда отказаться от перевода часов, начиная с апреля 2019 года.
Весной 2019 года Европарламент поддержал законопроект об отмене этой процедуры с 2021 года. Выбор применяемого времени — постоянное «зимнее» или постоянное летнее время — был предоставлен на усмотрение каждой из стран-членов ЕС с принятием решения до апреля 2020 года. Последний перевод часов в странах, выбравших постоянное летнее время, предполагалось провести в марте 2021 года, а в странах, выбравших постоянное «зимнее», — в октябре 2021 года.
В июле 2019 года, несмотря на поддержку в Европе отмены сезонного перевода часов, в правительстве Ирландии было объявлено о неоднозначной позиции по этому вопросу. Великобритания вышла из ЕС 31 января 2020 года, и она может сохранить сезонный перевод часов. Если он будет отменён в странах ЕС, то возможно появление часовой разницы в течение полугода между Ирландией и Великобританией, а также с Северной Ирландией, что ещё больше усложнило бы ирландский пограничный вопрос.
Ирландское представительство в Европарламенте выступает за прекращение сезонного перевода часов и за сохранение в Ирландии постоянного летнего времени (UTC+1).